# Toyota Corolla E70
Toyota Corolla E70 je osobní automobil produkovaný japonskou automobilkou Toyota. Vůz byl pokračovatelem svých předchůdců stejného typového označení, které vyvinul tým konstruktérů pod vedením šéfkonstruktéra Fumia Agetsumy a továrna začala celou tuto řadu produkovat roku 1966.
Během konstrukčních prací na vozidle, jež započaly roku 1974, lpěl vývojářský tým na hospodárnosti její výroby i na následném provozu automobilu. To se projevilo na aerodynamickém součiniteli odporu vzduchu, jenž měl hodnotu 0,45. Dále dbal na pohodlnost vozidla a na dostatek prostoru v jeho interiéru. Připravovaný automobil měl zvládnout extrémní povětrnostní podmínky, tedy jak teploty pod bodem mrazu, tak pouštní sluneční výheň. Rovněž se snažil, aby si vyvíjenou Toyotu oblíbily všechny generace řidičů, tedy jak mladší, tak i zkušenější šoféři.

## Popis automobilu
Vozidlo bylo posledním z této řady, jež mělo hnanou zadní nápravu. Mělo čtyřdveřovou karosérii a poháněl ho čtyřdobý řadový čtyřválcový motor, který měl u modelů dovážených do Československa objem 1290 kubických centimetrů. Automobilka však vedle této karosářské varianty vyráběla ještě verzi sedanu se dvěma dveřmi, dále třídveřové kupé (liftback) a pětidveřovou verzi kombi. Do nich montovala i jiné motory, a to dva zážehové o objemech 1300 cm³, respektive 1600 cm³ a jeden vznětový mající obsah 1800 kubických centimetrů. Motor ve verzi pro Československo měl výkon 60 koní, tedy 44 kilowatt. Samotný automobil dokázal vyvinout maximální rychlost 145 kilometrů za hodinu.
Automobil měřil na délku 4050 milimetrů, na šířku 1610 milimetrů a jeho výška dosahovala 1385 milimetrů. Vzdálenost mezi nápravami, tedy jejich rozvor, činila 2400 milimetrů. Pohotovostní hmotnost Toyoty Corolly E 70 byla 850 kilogramů a celková činila 1275 kilogramů. Interiér mohl působit poněkud stroze, nicméně jeho jednotlivé prvky vykazovaly dobré ergonomické vlastnosti a byly vyrobeny kvalitně. Například opěrky hlavy se do vozidla instalovaly coby součást základní výbavy a všechny se navíc umožňovaly výškové nastavení.
Přední osvětlení zajišťovaly dvě dvojice kruhových reflektorů, které následně nahradil jeden pár obdélníkových světel. Přední kola byla osazena kotoučovými brzdami, ale na zadních kolech zůstaly brzdy bubnové. Mechanická ruční brzda působila na zadní kola Toyoty.